# Strobosser Trekfeart
Le Strobosser Trekfeart est un canal néerlandais de la Frise. Strobosser Trekfeart est le nom officiel en frison. En néerlandais, le canal s'appelle Stroobosser Trekvaart.

## Géographie
Ce canal de halage relie Dokkum à Stroobos. À Stroobos, le canal communique avec le Canal de la Princesse Margriet vers l'IJsselmeer et vers l'est avec le Canal Van Starkenborgh.
De Dokkum, le canal de halage s'oriente vers le sud-est, et il passe au nord de Wouterswoude et de Driesum. Là, le canal croise le Swemmer. Ensuite, le canal passe au sud de Westergeest, d'Oudwoude et de Kollum. À partir de Kollum, le canal vire vers le sud, pour rejoindre le Canal de la Princesse Margriet près de Stroobos et de Gerkesklooster.

## Histoire
Le canal de halage fut construit dans les années 1654 - 1656 et commandé par le conseil municipal de la ville de Dokkum. Dokkum espérait attirer plus de navigation fluviale en créant une meilleure liaison avec la ville de Groningue. Le long du canal est situé le chemin de halage, par lequel passaient les chevaux tirant les bateaux.
Le coût extrêmement élevé de la construction du canal a causé le faillite de la ville de Dokkum. Quelques créditeurs devenaient propriétaires du canal. Ils ont construit plusieurs maisons de péage le long du canal afin de s'assurer du remboursement de leurs frais. Ces péages étaient situés à Wouterswoude, à Oostwoude, à Oudwoude et à Buitenpost.
En 1779, la propriété du canal passait à la province de Frise. Après un bref passage à l'Empire français entre 1810 et 1819, le canal revenait à la province, pour devenir propriété de l'État néerlandais à partir de 1879.

## Source
- (nl) Cet article est partiellement ou en totalité issu de l’article de Wikipédia en néerlandais intitulé « Stroobosser trekvaart » (voir la liste des auteurs).